# William Philip Hiern
William Philip Hiern, född den 19 januari 1839, död den 29 november 1925, var en brittisk botaniker och matematiker som publicerade över 50 botaniska verk.
Växtsläktet Hiernia har uppkallats efter honom, liksom Ixora hiernii, Pavetta hierniana och Coffea canephora var hiernii.
Den 11 juni 1903 blev han Fellow of the Royal Society.
Auktorsnamnet Hiern kan användas för William Philip Hiern i samband med ett vetenskapligt namn inom botaniken; se Wikipediaartiklar som länkar till auktorsnamnet.